# Макфарлейн, Лиам
Лиам Макфарлейн (англ. Liam McFarlane, 30 декабря 1985 в Медисин-Хат, провинция Альберта) — канадский шорт-трекист, чемпион мира 2012 года в эстафете. Окончил Университет Калгари на факультете психологии.

## Спортивная карьера
Лиам Макфарлейн начал кататься на коньках в возрасте 8-ми лет в конькобежном клубе "Medicine Hat" в Медисин-Хат. В феврале 2009 года участвовал в зимней Универсиаде в Харбине, где занял 5-е место на 500 м, 9-е на 1000 и 13-е на 1500 м, а в эстафете получил серебряную медаль. В октябре 2009 года установил мировой рекорд в Канаде на дистанции 500 м с результатом 40,572. На следующий год занял 3-е место в общем зачёте на открытом чемпионате Канады.
В 2011 году выступал на Кубке мира в Китае и показал 4-е место на 500 м и выиграл в эстафете золото, а также занял второе место на 500 м на Универсиаде в Эрзуруме. В 2012 году на этапе в Москве стал вторым на 500 м и вновь выиграл в эстафете с командой. В марте на чемпионате мира в Шанхае выиграл золотую медаль вместе с Гийомом Бастий, Франсуа-Луи Трамбле и Оливье Жаном.
В 2013 году на этапе Кубка мира в Монреале завоевал бронзу на дистанции 500 м, в ноябре на открытом чемпионате Канады занял 10-е место, не выступив в последний день из-за травмы. В мае 2014 года завершил карьеру.

## После спорта
С 2014 по февраль 2016 года работал директором по работе со спортсменами в федерации конькобежного спорта Канады, а с сентября 2016 по декабрь 2018 года был ассистентом преподавателя в Университете Калгари, включая разработку учебной программы для курсов по статистике и методологии для бакалавриата и магистратуры, а также занимался исследованием когнитивной нейропсихологии. Также работает с марта 2016 года агентом и консультантом канадских спортсменов. С мая 2021 года в должности руководителя группы работает в статистической компании в
Эдмонтоне.